# 안테오 잠보니
안테오 잠보니(Anteo Zamboni, 1911년 4월 11일 -  1926년 10월 31일)은 이탈리아의 아나키스트이며, 그가 15살이 되던 1926년에 로마 진군을 기념하기 위해 볼로냐에서 열병식을 하던 무솔리니를 행위의 프로파간다(propaganda of the deed)로서 암살 시도한 것으로 잘 알려져있다.

잠보니의 총알이 빗나간 이후, 그는 그 자리에서 파시스트 조직인 스콰드리스티(squadristi)의해 린치 당해 사망한다. 잠보니를 암살자가 될 기질이 있는 자로 분류해서 최초로 그를 구금했던 인물은 영화감독 피에르 파올로 파솔리니의 아버지였던 기병 장교 카를로 알베르토 파솔리니(Carlo Alberto Pasolini)였다. 이 사건은 이후 파시스트 정부가 자유를 억압하고 반체제 인사를 탄압하는데 이용된다. 암살 시도 이후 잠보니의 아버지와 고모는 그의 결정에 영향을 준 인물로 간주되어 징역형을 받게 되었다. 

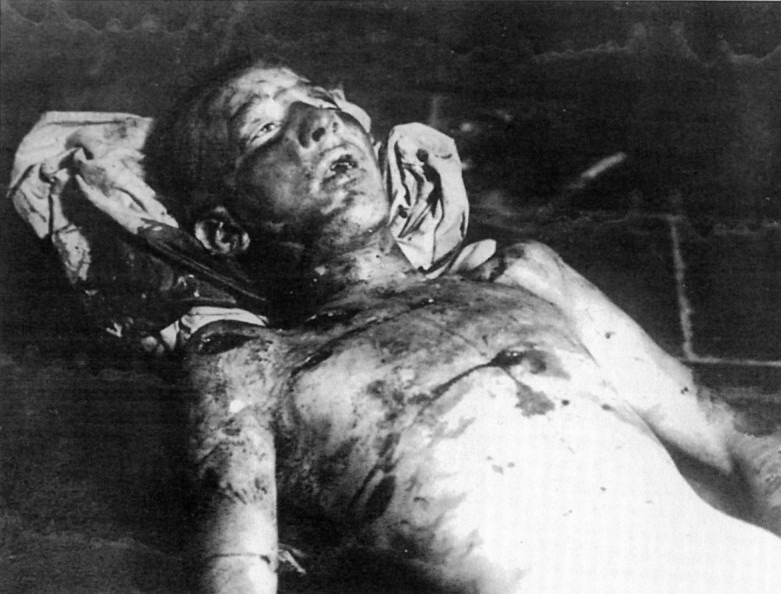
린치 당해 사망한 이후의 안테오 잠보니

볼로냐에 있는 "Mura Anteo Zamboni"라는 거리는 그를 기리기 위해 이런 이름이 붙여졌다. 암살사건은 잔프란코 민고치(Gianfranco Mingozzi)에 의해 Gli ultimi tre giorni (1977)라는 제목으로 영화화되었으며 잠보니는 프랑코 로테리오(Franco Lotterio)에 의해 연기 되었다. 사건은 1973년에 "Love and Anarchy"라는 이름으로 영화화되기도 했다.

## 같이 보기
- 베니토 무솔리니
- 이탈리아의 역사

## 참고 문헌
- Delzell, Charles F., review of A. G. Casanova, Matteotti: Una vita per il socialismo (1974), A. Landuyt, Le sinistre e l'Aventino (1973), and A. Galante Garrone, I radicale in Italia (1849-1925) (1973), in The Journal of Modern History, Vol. 49, No. 2. (Jun., 1977), pp. 321–326
- Rizi, Fabio Fernando, Benedetto Croce and Italian Fascism. University of Toronto Press, 2003. (ISBN 978-0-8020-3762-6), p. 113
- Roberts, Jeremy, Benito Mussolini, Twenty-First Century Books, 2005 (ISBN 978-0-8225-2648-3)